# 儀鳳橋

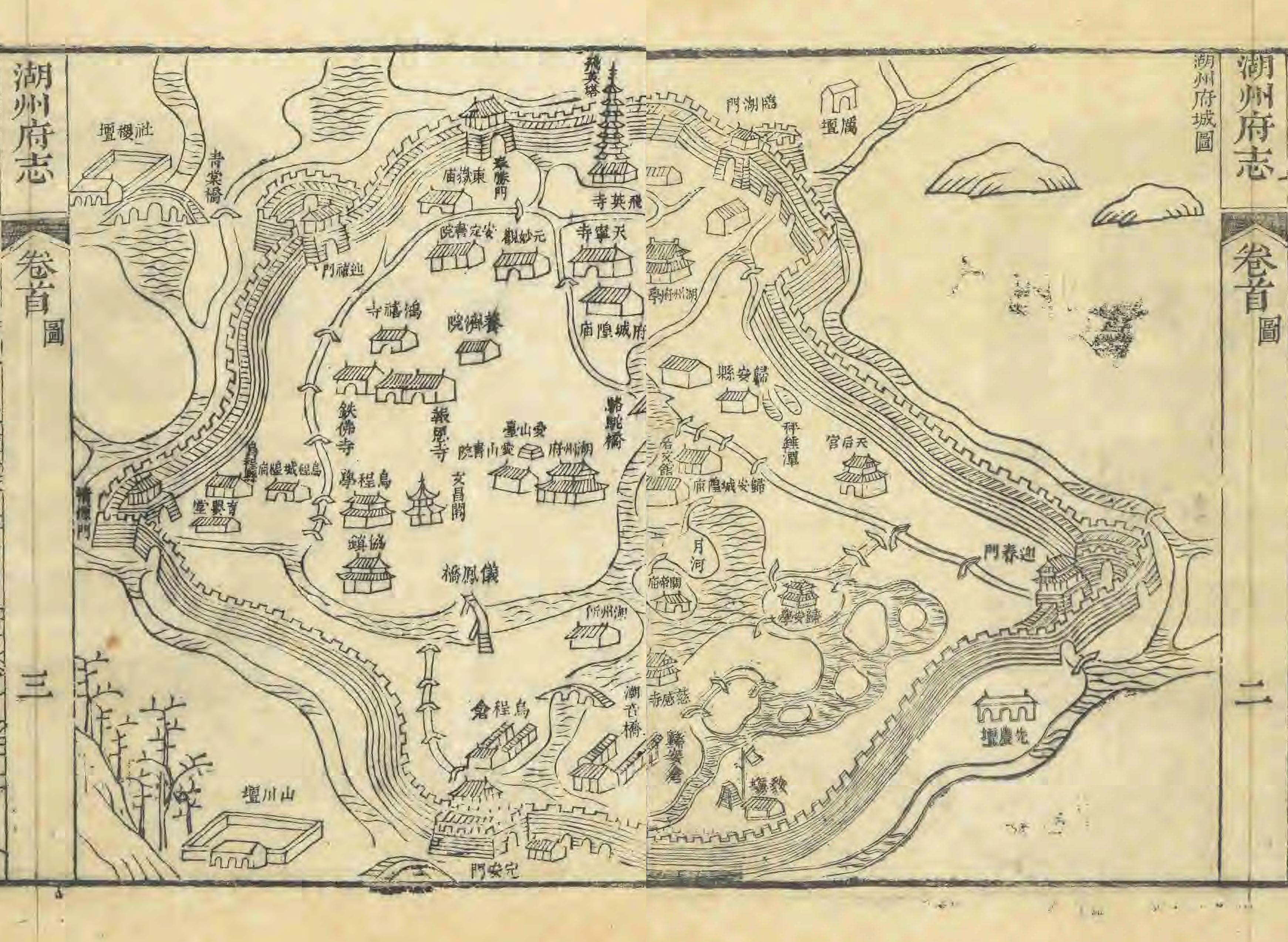
清乾隆四年（1739）《湖州府志》府城图，府城西北属乌程县，东南属归安县。

儀鳳橋位於中国浙江省湖州市中心，南北向跨苕溪，始建于唐高宗儀鳳年间（676-679），遂名。历代屡有兴废，今桥为1987年改建的钢筋混凝土拱桥。
儀鳳橋和駱駝橋一直是湖州行政區域的界橋，湖州城内自宋代起即有烏程、歸安兩縣附郭，两县以市河為界，儀鳳橋北屬烏程縣，橋南屬歸安縣。